# Херц, Дженни
Дже́нни Херц (нем. Jenny Herz)  — фигуристка из Австрии, серебряный призёр чемпионатов мира 1906 и 1907 годов в женском одиночном катании.

## Спортивные достижения
| Соревнование    | 1906 | 1907 |
| --------------- | ---- | ---- |
| Чемпионаты мира | 2    | 2    |